# Red Wing, Minnesota
Red Wing är residensstad och största stad i Goodhue County, Minnesota och hade år 2013 16 513 invånare.
Namnet kommer från Lakota-hövdingen Hupahuduta vars namn betyder a swan's wing dyed in red. De första bosättarna kom till området med ångbåtar över Mississippifloden för att odla i Goodhue County. Red Wing blev en stor veteproduktionsort även om den industrin lades ner i senare tid till förmån för företag såsom Red Wing Pottery, Red Wing Shoes och Riedell. Skotillverkaren Red Wing Shoes har ett museum i staden, och de har även tillverkat världens största sko. Den står oftast inomhus på museet men lånas ur till parader och dylikt.
Varje år flyger Vithövdade havsörnar förbi Red Wing. Många ornitologer samlas då i staden. Landet anses även vara ett av de finaste ställena i USA sett till höstlöven.

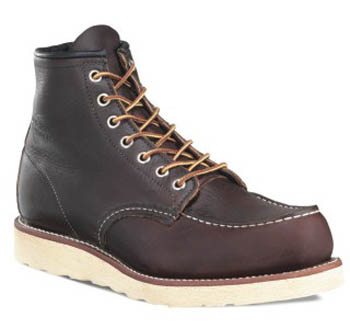
Sko från Red Wing